# 枯木と太陽の歌
「枯木と太陽の歌」（かれきとたいようのうた）は、石井歓の男声合唱曲。作詩は中田浩一郎。

## 概説
1956年（昭和31年）、東京男声合唱団の委嘱により作曲された。中田浩一郎（のちの芸術現代社社長・中曽根松衛）の書き下ろしの詩に作曲した。曲の成立について、石井は「この作品は、孤独なる人間の、人生におけるつきつめた哀歓といった、だれにでも通ずるであろう内容に基づいて一貫したイメージを持って、あらかじめ作曲し、それを私の心の友である中田君と、曲を訂正し、あるいは詩を訂正しながら作り上げて行ったもので、ある意味では、音楽と詩が同時に生れてきた、とさえ言えると思っています。」とし、中田は「詩を私が書き、石井先生が曲を書く。ほんとに寝食を共にするというか、彼のうちに泊り、寝たり起きたり、作曲をしたり詩を書いたり、そういう形でできましたね。」とし、両名とも真に「一身同体で作った」ことを強調する。石井と中田のコンビは多くの作品を生み出しているが、その最初期の作品である。
石井は作曲の2年前にドイツ留学から帰国していて、ドイツで師事したカール・オルフの影響を受け、オルフの特徴である、単純な音型によるによるオスティナート、直截的な感情表現、本能的で躍動的なリズム感覚をこの曲の中にも随所に見てとることができる。「一つの想念を植えつけるような曲を作りたい。(中略）詩では一つの言葉に意味が強いから、それを繰り返すのは困ると、しかし合唱としては言葉の意味より重なりの概念に、詩的総合力を出すのだということで、「枯木は一人でいた、枯木は一人なのだ、枯木は一人きりなのだ」と重なり重なっていくんですね。すると想念はみんなに入ってくるんです。これが一回きりだと、なかなか入らないですね。こうして作ったんです。」
曲中に特定の人物は登場せず、譜面上も特に記載はないが、作中の「枯木」は明らかに男性の象徴であり、石井は「最近の私にとっての新しい経験は、男声合唱のみに存在する特殊な美しさに接したことでありました。そしてその美しさ、その力強さ、表現の幅の広さといったこれらの数々の魅力に、否応なく引きつられて創られていったのがこの作品なのです。」とし、男声合唱であることの必然性を主張する。また合唱指揮者の雨森文也は「私にとってこの曲は、「魂が震える」曲です。先日、この曲の練習をしたときも、演奏者（歌い手、ピアニスト、指揮者）はこの曲が持つ不思議なエネルギーにぐいぐい引っ張られ、みな汗だくになりました。（中略）「男が男の生きざまを歌う爽快感、共感」といったものが、詩、音（メロディー、ハーモニー、リズム）すべてに満ちあふれていて、いつの間にかその虜になっている、そんな感覚でしょうか。ですから、この曲に関しては、男声合唱以外ありえない、と考えています。」と評している。もっとも、昭和期の他の男声合唱曲や、石井の後年の名曲「風紋」が平成期においても盛んに歌われているのに対し、この曲は「特に最近演奏される機会が少ない」と雨森は指摘している。

## 曲目
全4楽章からなる。
1. 枯木は独りで唱う
2. 花と太陽の会話
3. 冬の夜の木枯しの合唱
4. 枯木は太陽に祈る
  - 「枯木は太陽に祈る」は昭和55年度全日本合唱コンクール課題曲。

## 楽譜
音楽之友社から出版されている。またドイツ・ショット社による版（ドイツ語、英語の訳あり）もある。